# Nanos, Vipava
Nanos este o localitate din comuna Vipava, Slovenia, cu o populație de 9 locuitori.